# Fortificações do Ibo
As fortificações do Ibo localizavam-se na vila do Ibo, na ilha do Ibo, no arquipélago das Quirimbas, província de Cabo Delgado, em Moçambique.

## História
Neste local existia um estabelecimento Swahili, que rechaçou o ataque Português da Armada de D. Pedro de Castro em 1522.
Em 1752 a província de Moçambique foi desmembrada do Estado Português da Índia, e, em 1761, a povoação do Ibo foi elevado à categoria de vila, constituindo-se na primeira capital de Cabo Delgado. O governo foi instalado em 1763, com a Câmara Municipal e tribunal. Conheceu o seu apogeu económico graças ao comércio de escravos, cuja abolição decretou um lento declínio económico que se consumou politicamente com a transferência das últimas repartições da administração de Cabo Delgado para Pemba (então Porto Amélia), em 1929.
Embora algumas ilhas do arquipélago houvessem sido anteriormente fortificadas, como Matembe (ou Matemo) e Vamizi, com a instalação do governo no Ibo, decidiu-se fortificar a sua ilha. Entre as fortificações que a defenderam, relacionam-se:
- Fortim de São José do Ibo - primeira fortificação erguida na Ilha do Ibo, em 1760, localiza-se na enseada da ilha. Perdeu a sua função militar quando foi construído o Forte de São João Baptista, em 1791. O fortim apresenta planta aproximadamente rectangular, contendo, em seu interior as edificações para quartel de tropa e armazém. Os cunhais voltados ao mar são encimados por vigias e estava artilhado com sete peças de ferro, de pequeno calibre. Foi restaurado em 1945 pela Comissão dos Monumentos e Relíquias Históricas de Moçambique, demolindo-se as construções que tinham sido levantadas em 1899-1900 e que a descaracterizavam.

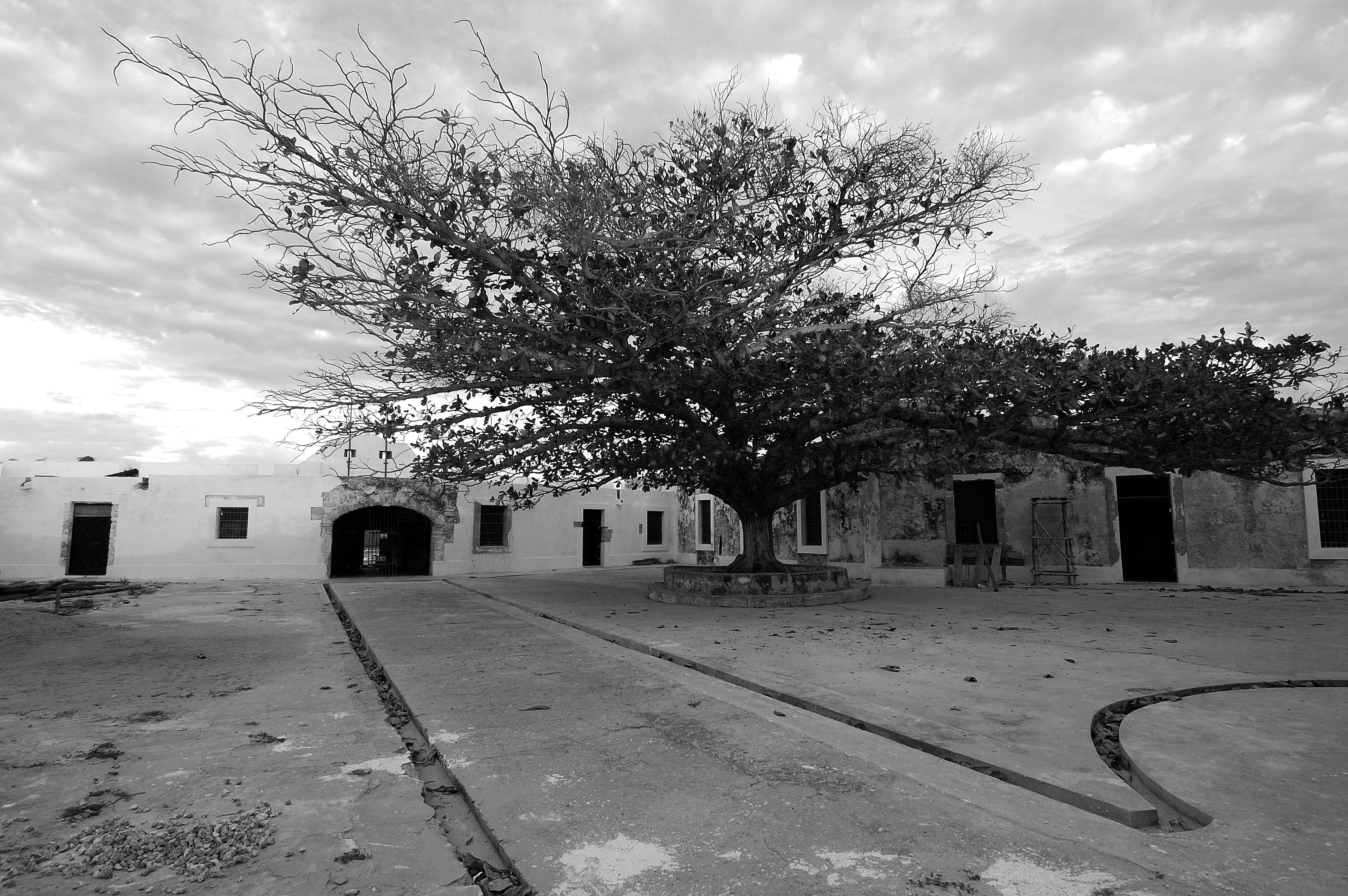
Fortaleza de São João Batista do Ibo: aspecto da praça de armas.

- Fortaleza de São João Batista do Ibo – localiza-se junto ao mar, com planta no formato poligonal estrelado. A sua construção data de 1781, conforme rezam duas inscrições epigráficas, uma sobre o Portão de Armas e outra no cunhal da entrada, com traça de António José Teixeira Tigre. Em seu interior erguem-se as edificações de serviço, com capacidade para aquartelar cerca de 300 homens. A elas foi acrescentada uma capela, em 1795. Estava artilhada com quinze peças de ferro. Recebeu obras de restauro em 1963. Pelo seu porte, traçado e técnica construtiva, é considerada a segunda fortificação de Moçambique.

- Fortim de Santo António do Ibo – a SSE da vila, era última peça defensiva do porto do Ibo. Sobre o seu Portão de Armas uma inscrição epigráfica assinala a sua conclusão em 1847. Ocorre que nas "Memórias Estatísticas" de Xavier Botelho, a fortificação já se encontra mencionada, o que faz supor que tenha sido principiada entre 1825 e 1835. Constitui-se em um fortim de pequenas proporções, erguido sobre a rocha de coral, com planta quadrangular, com as dimensões de 16,75 metros de frente e 17,35 metros de fundo. A muralha apresenta cerca de 1,93 metros de altura, e o parapeito 1,43 metros. Ao centro do fortim ergue-se um baluarte com 3,5 metros de altura, com as dimensões de 7,58 metros de frente e 7,64 metros de fundo, culminado por um mastro destinado a içar a bandeira real. Daqui se avistavam as embarcações a grande distância e se transmitiam as ocorrências, através de sinais, à residência do Governador. Era pesadamente artilhado com dezanove peças: onze distribuídas pelas canhoneiras nas muralhas e oito no baluarte.